# Скрипуны
Скрипуны́ (лат. Saperda) — род жуков-дровосеков, или усачей из подсемейства Ламиины (Cerambycidae).

## Этимология
Род получил своё русское название «скрипуны» из-за создавания скрипящих звуков при помощи стридуляционного аппарата, работающего по принципу «гребёнки и ногтя». Название «скрипуны» распространяется на всех представителей подсемейства ламиин (Lamiinae), как это сделано недавно в одной популярной энциклопедии (Горностаев, 1998), совершенно неправомерно.

## Характеристика
Жуки имеют продолговатую форму тела, 11-члениковые длинные усики, округлённые на вершине и кзади иногда суженные надкрылья. Из европейских видов наиболее обыкновенны и вредны в лесоводстве: скрипун большой осиновый (Saperda carcharias), длиною до 3 см, чёрного цвета, покрытый густым покровом из серовато-желтых волосков; надкрылья и грудной щит его усеяны мелкими чёрными точками; встречается часто летом на тополях и осинах, в трещины коры которых самка откладывает яички; безногие личинки, выходящие из яиц, делают длинные ходы в древесине и живут в продолжение 2 лет, после чего окукливаются тут же, жуки же вылетают через особые лётные отверстия. Жук вредит в особенности молодым тополям, которые, будучи поражены, часто погибают; поражённые деревья необходимо срубать и сжигать.
Другой обыкновенный вид — скрипун осиновый (Saperda populnea) значительно меньших размеров, до 12 мм в длину, по окраске напоминает предыдущий вид, но обыкновенно несколько темнее его и имеет на надкрыльях несколько пятен и 3 продольных линии на грудном щите желтоватого цвета. Личинки очень похожи на личинок большого скрипуна и ведут подобный же образ жизни; ветви осины (Populus tremula), в которых они живут, образуют вследствие раздражения со стороны личинок галлообразные вздутия, так что ствол может получить узловатый вид; при нападении нескольких личинок молодое деревце может погибнуть или сделаться уродливым.

## Распространение
Скрипуны водятся в Европе, но больше всего видов встречается в Америке.

## Классификация
- Род: Saperda
  - Подрод: Anaerea Mulsant, 1839
    - Вид: Saperda carcharias
    - Вид: Saperda similis

  - Подрод: Compsidia Mulsant, 1839
    - Вид: Saperda bacillicornis Pesarini & Sabbadini, 1997
    - Вид: Saperda balsamifera (Motschulsky, 1860)
      - Вариетет: Saperda balsamifera var. innotatipennis Pic, 1910

    - Вид: Saperda bilineatocollis
    - Вид: Saperda populnea
    - Вид: Saperda quercus

  - Подрод: Lopezcolonia Alonso-Zarazaga, 1998
    - Вид:Saperda octopunctata
    - Вид:Saperda punctata

  - Подрод: Saperda Fabricius, 1775
    - Вид: Saperda alberti Plavilstshikov, 1916
    - Вид: Saperda interrupta
    - Вид: Saperda maculosa
    - Вид: Saperda octomaculata
    - Вид: Saperda perforata
    - Вид: Saperda scalaris
    - Вид: Saperda subobliterata